# Стюарт, Грэм
Грэм Чарльз Стюарт (англ. Graham Charles Stuart; род. 12 марта 1962, Карлайл) — британский политик, младший министр Департамента предпринимательства, энергетики и промышленной стратегии по вопросам климата (2022).

## Биография
Родился в 1962 году в Карлайле, в 1982—1985 годах изучал философию и право в Селвин-колледже Кебриджского университета. Основал собственный издательский бизнес ещё на старших курсах университета и остаётся его единственным владельцем в течение всей жизни. В качестве активиста участвовал в избирательной кампании 1983 года, в 1985 году возглавил Консервативную ассоциацию Кембриджского университета. Работал в структурах Консервативной партии, занимая различные должности, от казначея избирательного округа до председателя партийной организации двух графств. В 2005 году избран в Палату общин от округа Беверли и Холдернесс.
С 2010 по 2015 год возглавлял парламентский комитет по образованию. В январе 2018 года назначен младшим министром Департамента внешней торговли по вопросам инвестиций, с февраля 2020 по сентябрь 2021 года занимал в том же ведомстве должность младшего министра по вопросам экспорта. С 7 июля по 6 сентября 2022 года — младший министр в Форин-офисе.
6 сентября 2022 года при формировании правительства Лиз Трасс назначен младшим министром по вопросам климата с правом участия в заседаниях Кабинета.
25 октября 2022 года по завершении правительственного кризиса был сформирован кабинет Риши Сунака, в котором Стюарт не получил никакого назначения.